# Христо Карликов
Христо Карликов (на сръбски: Риста Карликовић) е македонски сърбоманин, учител, деец на Сръбската пропаганда в Македония.

## Биография
Роден е в костурското село Косинец в 1878 година. Завършва първи гимназиален клас в Цариградската сръбска гимназия, след това завършва Нишката гимназия и от 1902 до 1906 година учи в Природо-математическия отдел на Великата школа. След завършването си от 1906 година преподава в Битолската сръбска гимназия, от 1906 до 1910 - в Солунската, а от 1910 до 1913 година в Скопската. В 1910 година полага учителски изпит. В 1913 година става директор на Тетовското училище. По време на Първата световна война в 1917 година е учител в сръбските гимназии в Ница и Больо сюр Мер. Работи като учител и директор в Крушевац и Белград.
Карликов е сред основателите на Соколската организация в Крушевац. Автор е на трудове и учебници по алгебра.
Умира в Белград на 23 март 1947 година.